# George Walter Blaicklock
George Walter Blaicklock, kanadski letalski častnik, vojaški pilot in letalski as, * 7. december 1891, Montreal, Quebec, † julij 1977.
Nadporočnik Blaicklock je v svoji vojaški službi dosegel 5 zračnih zmag.

## Življenjepis
Med prvo svetovno vojno je bil pripadnik 45. eskadrona Kraljevega letalskega korpusa.